# Danny Munyao
Danny Munyao (né le 2 novembre 1987 en Zambie) est un joueur de football international zambien, qui évolue au poste de gardien de but.

## Biographie

### Carrière en sélection
Avec l'équipe de Zambie, il possède 13 sélections (pour aucun but inscrit) depuis 2012. 
Il figure dans le groupe des sélectionnés lors des Coupes d'Afrique des nations de 2013 et de 2015.

## Palmarès
Red Arrows
- Championnat de Zambie :
  - Vice-champion : 2008.

- Coupe de Zambie (1) :
  - Vainqueur : 2007.